# 折笠 (弘前市)
折笠（おりかさ）は、青森県弘前市の地名。郵便番号は036-8383。

## 地理
東部を青森県道35号五所川原岩木線が縦貫する。北は中別所、北東は宮舘、東南は富栄、南は細越、南から東にかけて新岡に接する。

### 小字
小字として狐沢・法立堂・三原・宮川がある。

## 沿革
- 1889年（明治22年） - 船沢村の一部。
- 1891年（明治24年） - 当時の記録では人口194、戸数23、厩5であった。
- 1955年（昭和30年） - 弘前市に所属、弘前市の大字になる。

## 世帯数と人口
2017年（平成29年）6月1日現在の世帯数と人口は以下の通りである。
| 大字             | 世帯数  | 人口  |
| ---------------- | ------- | ----- |
| 折笠（小字全域） | 111世帯 | 259人 |

## 施設

### 商業
- はなわアップル
- 株式会社ラッフィングプレイス

### 消防
- 弘前市消防団船沢地区団第六分団消防屯所

### 農業
- 水耕農産
- 角田農園

### 公共
- 折笠町民会館

## 小・中学校の学区
市立小・中学校に通う場合、学区は以下の通りとなる。
| 大字 | 番地 | 小学校             | 中学校             |
| ---- | ---- | ------------------ | ------------------ |
| 折笠 | 全域 | 弘前市立船沢小学校 | 弘前市立船沢中学校 |

## 交通
- 弘南バス
  - 富栄（弘前バスターミナル - 弥生線）停留所。
  - 富栄、折笠（弘前バスターミナル - 船沢・船沢 - 聖愛高校線）停留所。